# Блум, Гарольд
Гарольд Блум (англ. Harold Bloom, 11 июля 1930, Нью-Йорк — 14 октября 2019) — американский историк и теоретик культуры, литературный критик и литературовед, библеист, религиовед.

## Биография
Родился в еврейской семье из Российской империи; в доме говорили на идише. Знал идиш и иврит раньше, чем выучил английский. Открыл для себя поэзию в 10-летнем возрасте, прочитав в библиотеке Бронкса книгу стихов Харта Крейна «Белые здания» (следующим открытым автором был Блейк, затем Мелвилл и Шекспир).
В 1947 году поступил в Корнеллский университет, учился у исследователя поэтики романтизма Мейера Говарда Абрамса. Отличался фантастической памятью и сверхъестественной работоспособностью. Окончил курс в 1952 году, ещё год провел в Кембридже.
Защитил диссертацию в Йельском университете (1955), где работал до конца жизни. В 1970-е годы он входил там в кружок филологов под руководством Поля де Мана. Также преподавал в Нью-Йоркском университете.
Автор многих трудов.

## Научные интересы
Считал своим непосредственным предшественником исследователя мифологии и мифологических образов в литературе Нортропа Фрая, на него повлияли идеи Кеннета Бёрка. В центре интересов Блума — феномены сакрального в современном мире. Отсюда его книги о поэзии, и прежде всего о романтической и религиозной поэзии, работы о священных текстах (в первую очередь — о Библии), исследования гражданской религии в США.
Из многочисленных трудов Блума наибольшее внимание публики и критики привлекли книги о «страхе влияния» как механизме литературной динамики, об «ошибках прочтения» («очитках») как стратегии восприятия текста и о формировании «канона» западной литературы и, в частности, американской словесности (а также феноменов «гения», «великой книги» и т. п.). Вряд ли есть хоть сколько-нибудь значительный англоязычный автор, о котором Блум не написал бы, причем нередко книгу, а, случалось, и не одну. В этом смысле, он не только исследовал канон, но и деятельно его формировал.

## Значение и авторитет
В 1970-е годы — последователь деконструкции, один из ведущих представителей Йельской школы. Позднее стал противником деконструкции, марксизма, феминизма, семиотики, постмодернизма, нового историзма и других интеллектуальных явлений в гуманитарных и социальных науках США конца XX века. Один из наиболее влиятельных американских гуманитариев, занимавшихся исследованиями литературы.
Как отмечают, его научная слава в основном связана с его ранними штудиями Блейка и романтиков и с тремя книгами, изданными в 1970-е годы («Страх влияния», 1973; «Карта перечитывания», 1975; «Поэзия и вытеснение», 1976), в которых он сформулировал свою теорию литературного влияния.

## Признание
Член Американской академии искусств и литературы, Шекспировской академии. Лауреат множества национальных и международных премий, включая премию Ханса Кристиана Андерсена (2005).

## Избранные труды
- Shelley’s Mythmaking (1959)
- The Visionary Company: A Reading of English Romantic Poetry (1961)
- Blake’s Apocalypse: A Study in Poetic Argument (1963)
- Yeats (1970)
- The Ringers in the Tower: Studies in Romantic Tradition (1971)
- The Anxiety of Influence: A Theory of Poetry (1973)
- A Map of Misreading (1975)
- Kabbalah and Criticism (1975)
- Poetry and Repression: Revisionism from Blake to Stevens (1976)
- Figures of Capable Imagination (1976)
- Wallace Stevens: The Poems of our Climate (1977)
- The Flight to Lucifer: Gnostic Fantasy (1979)
- Deconstruction and Criticism (1980)
- Agon: Towards a Theory of Revisionism (1982)
- The Breaking of the Vessels (1982)
- Ruin the Sacred Truths: Poetry and Belief from the Bible to the Present (1989)
- The Book of J: Translated from the Hebrew by David Rosenberg; Interpreted by Harold Bloom (1990)
- The American Religion: The Emergence of the Post-Christian Nation (1992)
- The Western Canon: The Books and School of the Ages (1994, )
- Omens of Millennium: The Gnosis of Angels, Dreams, and Resurrection (1996)
- Shakespeare: The Invention of the Human (1998)
- How to Read and Why (2000)
- Stories and Poems for Extremely Intelligent Children of All Ages (2001)
- Genius: A Mosaic of One Hundred Exemplary Creative Minds (2003)
- Hamlet: Poem Unlimited (2003)
- The Best Poems of the English Language: From Chaucer Through Frost (2004)
- Where Shall Wisdom Be Found? (2004)
- Jesus and Yahweh: The Names Divine (2005)
- The Anatomy of Influence: Literature as a Way of Life (2011)

## Публикации на русском языке
- Блум Х. Страх влияния. Теория поэзии; Карта перечитывания / Пер. с англ. С. А. Никитина. — Екатеринбург: Издательство Уральского университета, 1998. — 351 с.
- Блум Г. Западный канон. Книги и школа всех времен / Пер. с англ. Д. Харитонова. — М.: Новое литературное обозрение, 2017. — 672 с.